# Marc Pubill
Marc Pubill Pagès (Terrassa, 20 giugno 2003) è un calciatore spagnolo, difensore dell'Atlético Madrid.

## Carriera

### Club
Cresciuto nel settore giovanile del Levante, ha esordito in prima squadra il 20 dicembre 2021 disputando l'incontro di Primera División perso 3-4 contro il Valencia.
Il 9 agosto 2023 viene acquistato dell'Almería.
Il 23 luglio 2025 viene acquistato dall'Atletico Madrid, firmando un contratto valido fino al 2030.

### Nazionale
Nel 2021 ha giocato con la nazionale spagnola Under-19, mentre nel 2024 ha esordito nella nazionale spagnola Under-21.
Convocato per le Olimpiadi del 2024, chiuse con la conquista dell'oro, va a segno nel successo per 2-1 ai gironi contro l'Uzbekistan.. È il primo gol in assoluto (28' del primo tempo) del torneo olimpico di calcio maschile 2024 dove egli gioca 5 partite per un totale di 359'.

## Statistiche

### Presenze e reti nei club
Statistiche aggiornate al 23 luglio 2025.
| Stagione                | Squadra                 | Campionato              | Campionato | Campionato | Coppe nazionali | Coppe nazionali | Coppe nazionali | Coppe continentali | Coppe continentali | Coppe continentali | Altre coppe | Altre coppe | Altre coppe | Totale | Totale |
| Stagione                | Squadra                 | Comp                    | Pres       | Reti       | Comp            | Pres            | Reti            | Comp               | Pres               | Reti               | Comp        | Pres        | Reti        | Pres   | Reti   |
| ----------------------- | ----------------------- | ----------------------- | ---------- | ---------- | --------------- | --------------- | --------------- | ------------------ | ------------------ | ------------------ | ----------- | ----------- | ----------- | ------ | ------ |
| 2020-2021               | Atlético Levante        | SDB                     | 1          | 0          | -               | -               | -               | -                  | -                  | -                  | -           | -           | -           | 1      | 0      |
| 2021-2022               | Atlético Levante        | PDR                     | 18         | 1          | -               | -               | -               | -                  | -                  | -                  | -           | -           | -           | 18     | 1      |
| Totale Atletico Levante | Totale Atletico Levante | Totale Atletico Levante | 19         | 1          |                 | -               | -               |                    | -                  | -                  |             | -           | -           | 19     | 1      |
| 2021-2022               | Levante                 | PD                      | 11         | 0          | CR              | 0               | 0               | -                  | -                  | -                  | -           | -           | -           | 11     | 0      |
| 2022-2023               | Levante                 | SD                      | 24+4       | 1          | CR              | 3               | 1               | -                  | -                  | -                  | -           | -           | -           | 31     | 2      |
| Totale Levante          | Totale Levante          | Totale Levante          | 39         | 1          |                 | 3               | 0               |                    | -                  | -                  |             | -           | -           | 42     | 2      |
| 2023-2024               | Almería                 | PD                      | 23         | 1          | CR              | 0               | 0               | -                  | -                  | -                  | -           | -           | -           | 23     | 1      |
| 2024-2025               | Almería                 | SD                      | 36         | 1          | CR              | 4               | 0               | -                  | -                  | -                  | -           | -           | -           | 40     | 1      |
| Totale Almería          | Totale Almería          | Totale Almería          | 59         | 2          |                 | 4               | 0               |                    | -                  | -                  |             | -           | -           | 63     | 2      |
| 2025-2026               | Atlético Madrid         | PD                      | -          | -          | CR              | -               | -               | UCL                | -                  | -                  | -           | -           | -           | -      | -      |
| Totale carriera         | Totale carriera         | Totale carriera         | 117        | 4          |                 | 7               | 1               |                    | -                  | -                  |             | -           | -           | 124    | 5      |

### Cronologia presenze e reti in nazionale
| Cronologia completa delle presenze e delle reti in nazionale ― Spagna Olimpica | Cronologia completa delle presenze e delle reti in nazionale ― Spagna Olimpica | Cronologia completa delle presenze e delle reti in nazionale ― Spagna Olimpica | Cronologia completa delle presenze e delle reti in nazionale ― Spagna Olimpica | Cronologia completa delle presenze e delle reti in nazionale ― Spagna Olimpica | Cronologia completa delle presenze e delle reti in nazionale ― Spagna Olimpica | Cronologia completa delle presenze e delle reti in nazionale ― Spagna Olimpica | Cronologia completa delle presenze e delle reti in nazionale ― Spagna Olimpica |
| Data                                                                           | Città                                                                          | In casa                                                                        | Risultato                                                                      | Ospiti                                                                         | Competizione                                                                   | Reti                                                                           | Note                                                                           |
| ------------------------------------------------------------------------------ | ------------------------------------------------------------------------------ | ------------------------------------------------------------------------------ | ------------------------------------------------------------------------------ | ------------------------------------------------------------------------------ | ------------------------------------------------------------------------------ | ------------------------------------------------------------------------------ | ------------------------------------------------------------------------------ |
| 24-7-2024                                                                      | Parigi                                                                         | Uzbekistan olimpica                                                            | 1 – 2                                                                          | Spagna olimpica                                                                | Olimpiadi 2024 - 1º turno                                                      | 1                                                                              | 37’                                                                            |
| 30-7-2024                                                                      | Bordeaux                                                                       | Spagna olimpica                                                                | 1 – 2                                                                          | Egitto olimpica                                                                | Olimpiadi 2024 - 1º turno                                                      | -                                                                              | 46’                                                                            |
| 2-8-2024                                                                       | Décines-Charpieu                                                               | Giappone olimpica                                                              | 0 – 3                                                                          | Spagna olimpica                                                                | Olimpiadi 2024 - Quarti di finale                                              | -                                                                              |                                                                                |
| 5-8-2024                                                                       | Marsiglia                                                                      | Marocco olimpica                                                               | 1 – 2                                                                          | Spagna olimpica                                                                | Olimpiadi 2024 - Semifinale                                                    | -                                                                              | 62’                                                                            |
| 9-8-2024                                                                       | Parigi                                                                         | Francia olimpica                                                               | 3 – 5 dts                                                                      | Spagna olimpica                                                                | Olimpiadi 2024 - Finale                                                        | -                                                                              | 73’                                                                            |
| Totale                                                                         |                                                                                | Presenze                                                                       | 5                                                                              |                                                                                | Reti                                                                           | 1                                                                              |                                                                                |

| Cronologia completa delle presenze e delle reti in nazionale ― Spagna under 21 | Cronologia completa delle presenze e delle reti in nazionale ― Spagna under 21 | Cronologia completa delle presenze e delle reti in nazionale ― Spagna under 21 | Cronologia completa delle presenze e delle reti in nazionale ― Spagna under 21 | Cronologia completa delle presenze e delle reti in nazionale ― Spagna under 21 | Cronologia completa delle presenze e delle reti in nazionale ― Spagna under 21 | Cronologia completa delle presenze e delle reti in nazionale ― Spagna under 21 | Cronologia completa delle presenze e delle reti in nazionale ― Spagna under 21 |
| Data                                                                           | Città                                                                          | In casa                                                                        | Risultato                                                                      | Ospiti                                                                         | Competizione                                                                   | Reti                                                                           | Note                                                                           |
| ------------------------------------------------------------------------------ | ------------------------------------------------------------------------------ | ------------------------------------------------------------------------------ | ------------------------------------------------------------------------------ | ------------------------------------------------------------------------------ | ------------------------------------------------------------------------------ | ------------------------------------------------------------------------------ | ------------------------------------------------------------------------------ |
| 21-3-2024                                                                      | Jerez de la Frontera                                                           | Spagna under 21                                                                | 0 – 2                                                                          | Slovacchia under 21                                                            | Amichevole                                                                     | -                                                                              | 46’                                                                            |
| 26-3-2024                                                                      | Almería                                                                        | Spagna under 21                                                                | 1 – 0                                                                          | Belgio under 21                                                                | Qual. Europeo Under-21 2025                                                    | -                                                                              |                                                                                |
| 15-11-2024                                                                     | La Línea de la Concepción                                                      | Spagna under 21                                                                | 0 – 0                                                                          | Inghilterra under 21                                                           | Amichevole                                                                     | -                                                                              | 88’                                                                            |
| 19-11-2024                                                                     | Albacete                                                                       | Spagna under 21                                                                | 2 – 1                                                                          | Danimarca under 21                                                             | Amichevole                                                                     | -                                                                              | 73’                                                                            |
| 6-6-2025                                                                       | Alcorcón                                                                       | Spagna under 21                                                                | 0 – 1                                                                          | Ucraina under 21                                                               | Amichevole                                                                     | -                                                                              | 46’                                                                            |
| 11-6-2025                                                                      | Bratislava                                                                     | Slovacchia under 21                                                            | 2 – 3                                                                          | Spagna under 21                                                                | Europeo Under-21 2025 - 1º turno                                               | 1                                                                              |                                                                                |
| 14-6-2025                                                                      | Bratislava                                                                     | Spagna under 21                                                                | 2 – 1                                                                          | Romania under 21                                                               | Europeo Under-21 2025 - 1º turno                                               | -                                                                              | 46’                                                                            |
| 17-6-2025                                                                      | Trnava                                                                         | Spagna under 21                                                                | 1 – 1                                                                          | Italia under 21                                                                | Europeo Under-21 2025 - 1º turno                                               | -                                                                              | 67’ 74’                                                                        |
| 21-6-2025                                                                      | Trnava                                                                         | Spagna under 21                                                                | 1 – 3                                                                          | Inghilterra under 21                                                           | Europeo Under-21 2025 - Quarti di finale                                       | -                                                                              |                                                                                |
| Totale                                                                         |                                                                                | Presenze                                                                       | 9                                                                              |                                                                                | Reti                                                                           | 1                                                                              |                                                                                |

## Palmàres

### Nazionale
- Oro olimpico: 1

Parigi 2024